# Chaetocladius binotatus
Chaetocladius binotatus är en tvåvingeart som först beskrevs av Carl Erik Lundström 1915.  Chaetocladius binotatus ingår i släktet Chaetocladius, och familjen fjädermyggor. Enligt den finländska rödlistan är arten sårbar i Finland. Arten är reproducerande i Sverige. Artens livsmiljö är små tjärnar och gölar (även flarkar).